# Xeringuilla
La xeringuilla (Philadelphus coronarius), també anomenada corona, flor de Sant Josep, és una planta de la família de les hidrangeàcies.

## Descripció
Arbust que com a màxim arriba a 3-4 metres d'altura, amb branques anguloses, fulles caduques de color verd intens, ovals, acuminades, dentades, glauques per la cara superior, i vellutades per sota de la nervació, envellutades en la porció axil·lar, amb les vores piloses; flors grans reunides en penjolls subterminals, blanques, prou perfumades i amb la corol·la proveïda de quatre pètals. Es tracta d'un macrofaneròfit caducifoli que floreix d'abril fins a juny.
Es conreen nombrosos híbrids d'aquesta espècie, que es diferencien entre si pel jaspiat de les fulles i per les tonalitats porpra de les flors.

## Hàbitat i distribució
La seua distribució geogràfica general es troba pel Turkestan i Àsia Menor. És originària del Caucas i Armènia, encara que actualment és possible trobar-la com espontània en la flora dels països mediterranis.

## Usos
S'usa per a la decoració, moltes vegades per a usos urbanístics. Poden agrupar-se formant petits boscos, tanques i menuts grups enmig dels parterres. La seua reproducció sol ser asexual, per esqueix, a la primavera o agost o per sarment a principis d'estiu. Li agrada estar a ple sol o semiombra, amb un reg no excessivament abundant.